# Hoại tử thượng bì nhiễm độc
Hoại tử thượng bì nhiễm độc (TEN) là một loại phản ứng da nghiêm trọng. Cùng với hội chứng Stevens–Johnson (SJS) nó tạo thành nhóm bệnh, với TEN nghiêm trọng hơn. Triệu chứng sớm bao gồm sốt và triệu chứng giống cúm. Một vài ngày sau, da bắt đầu hình thành bọng và bong hình thành những vùng đỏ da chảy máu đau đớn. Niêm mạc, chẳng hạn như miệng, cũng có thể liên quan. Biến chứng gồm mất nước, nhiễm trùng huyết, viêm phổi, và suy đa tạng.
Nguyên nhân phổ biến nhất là một số loại thuốc như lamotrigine, carbamazepine, allopurinol, sulfonamide antibiotics, và nevirapine. Nguyên nhân khác có thể bao gồm nhiễm trùng như Mycoplasma pneumoniae và cytomegalovirus hoặc nguyên nhân có thể vẫn còn chưa rõ. Yếu tố nguy cơ bao gồm HIV/AIDS và lupus ban đỏ hệ thống. Chẩn đoán dựa trên sinh thiết da và biểu hiện hơn 30% da. TEN là một loại phản ứng da nghiêm trọng (SCARs), cùng với SJS, SJS/ /TEN và hội chứng phản ứng bạch cầu ái toan với thuốc hệ thống. Bệnh được gọi là SJS khi ít hơn 10% của da biểu hiện và thể trung gian với 10 đến 30% biểu hiện. Hồng ban đa dạng (EM) thường được coi là một bệnh lý riêng biệt.
Điều trị tại bệnh viện ở đơn vị bỏng hoặc đơn vị hồi sức tích cực. Mục tiêu bao gồm loại bỏ nguyên nhân, giảm đau, và thuốc kháng sinh. Thuốc kháng sinh, kháng thể đường tĩnh mạch, và corticosteroid cũng có thể được sử dụng. Phương pháp điều trị không thường thay đổi quá trình của bệnh. Cùng với SJS nó ảnh hưởng đến 1 - 2 triệu người mỗi năm. Nó là thường thấy ở phụ nữ hơn nam giới. Điển hình ở bệnh nhân trên 40 tuổi. Da thường liền sau hơn hai đến ba tuần, tuy nhiên, phục hồi có thể mất hàng tháng và nhất là để lại tổn thương mạn tính.